# Hans Meyerhoff
Hans Meyerhoff (* 1. Dezember 1914 in Braunschweig; † 20. November 1965 in Los Angeles) war ein US-amerikanischer Philosoph deutscher Herkunft.

## Leben
Meyerhoff war der Sohn des Fabrikanten Theodor Meyerhoff, Inhaber der Derenburger Konservenfabrik, und von Dorothea Meyerhoff-Guttstadt. 1934 bestand er die Abiturprüfung am Wilhelm-Gymnasium in Braunschweig. Da er als Jude in Deutschland nicht studieren durfte, wanderte er in die USA aus. Er studierte in Los Angeles an der University of California (UCLA) zunächst Germanistik, erwarb 1936 den Bachelor- und 1938 den Master-Abschluss. Danach wandte er sich der Philosophie zu und wurde Assistent von Bertrand Russell; 1942 folgte die Promotion zum Ph. D.
Unmittelbar danach trat er in den Dienst der Bundesregierung und 1943 der US-Army ein. Er arbeitete dort, wie viele aus Europa stammende Intellektuelle, z. B. Herbert Marcuse, für das Office of Strategic Services (OSS). 1948 wurde er Philosophieprofessor an der UCLA.
Neben eigenen kultur- und sozialkritischen und philosophischen Werken übersetzte er Werke des Gräzisten Paul Friedländer in das Englische. Meyerhoff engagierte sich politisch z. B. für die Gleichberechtigung Schwarzer und gegen den Vietnamkrieg.
1962 kam er nach Deutschland und war zwei Jahre lang Gastprofessor an der Universität Bonn. 1963 heiratete er Mary Howard, 1964 wurde die Tochter Miriam geboren. Am 20. November 1965 starb er an den Folgen eines Verkehrsunfalls.

## Werke (Auswahl)
- Gedanken zur deutschen Situation. In: Bekenntnis zu Ernst Wiechert – Ein Gedenkbuch zum 60. Geburtstag des Dichters. München 1947, S. 39–46 (ernst-wiechert.de PDF).
- Time in Literature, Berkeley/Los Angeles: University of California Press, 1955.
- (Hrsg.): The Philosophy Of History In Our Time: An Anthology Selected, and with an Introduction and Commentary by Hans Meyerhoff. Verlag Garden City, 1959.
- Verlorene Spiele. Braunschweig/Los Angeles 1933–1963. (Lyrik), Waisenhaus Verlag, Braunschweig 1963, OCLC 8865203.